# Spheniscidae
Los pingüinos (Spheniscidae) son una familia de aves, la única del orden Sphenisciformes. Son aves marinas, no voladoras, que se distribuyen casi exclusivamente en el hemisferio sur, exceptuando el pingüino de las islas Galápagos (Spheniscus mendiculus). El nombre del orden proviene del vocablo spheniscus, el cual proviene del griego σφήν (sphen, 'cuña'), y el sufijo diminutivo -iscus, literalmente «cuñita», haciendo referencia a su forma hidrodinámica al nadar. Se reconocen al menos dieciocho especies vivas agrupadas en seis géneros, que se distribuyen desde los ambientes polares hasta los tropicales en el hemisferio sur.

## Etimología
Los primeros europeos en observar a estas aves fueron miembros de la primera expedición de Vasco da Gama. Años más tarde, cuando los primeros británicos vieron a estos animales, les llamaron penguins (del galés pen gwyn, «cabeza blanca»), que era el nombre que daban a algunas especies de la familia Alcidae, como al alca gigante del Atlántico norte (Pinguinus impennis), y al alca común (Alca torda). Sin embargo y pese a las aparentes similitudes resultado de la convergencia evolutiva, las alcas del hemisferio norte no están relacionadas con los Spheniscidae. Con el paso del tiempo, ha ido imponiéndose aplicar el apelativo «pingüino» solo a los miembros de la familia Spheniscidae.

## Adaptaciones

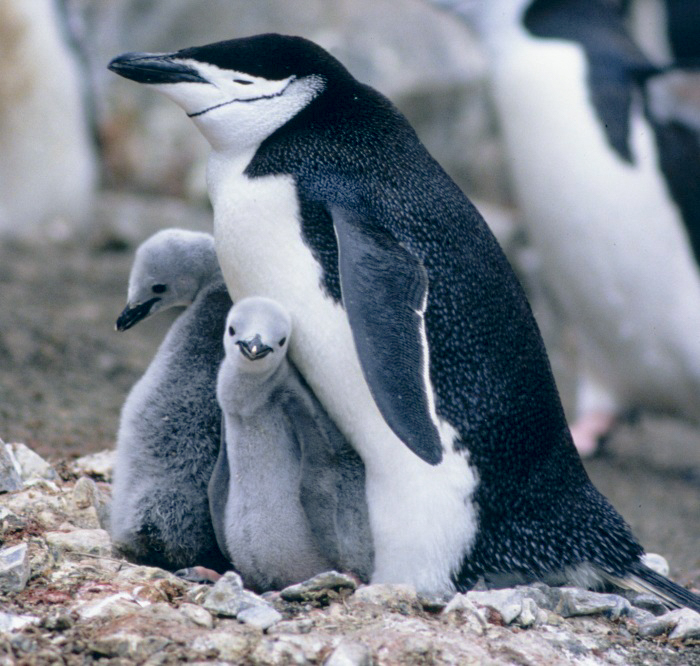
Pingüino barbijo (Pygoscelis antarcticus) con crías.

Los pingüinos son las únicas aves vivientes no voladoras adaptadas al buceo propulsado por las alas. Por ello, sus alas se han convertido en aletas con huesos fuertemente comprimidos y articulaciones rígidas que impiden el movimiento independiente de los huesos del ala. Los huesos son más densos que los de otras aves, aumentando su resistencia a los impactos y aumentando también el peso del ave, reduciendo su flotabilidad. Las patas están situadas muy atrás en el cuerpo, dificultando el desplazamiento en tierra, pero actuando como timones bajo el agua. Los pingüinos son capaces de nadar a velocidades de hasta 60 km/h, aunque su velocidad normal oscila entre 5 y 10 km/h. El tiempo de inmersión aumenta con base al tamaño de la especie, siendo el emperador (Aptenodytes forsteri) el que contiene más tiempo la respiración: unos dieciocho minutos. Las principales reservas de oxígeno durante estos periodos se encuentran no en forma de oxígeno pulmonar, sino que se halla captado en la musculatura, que contiene altas cantidades de mioglobina.[cita requerida]

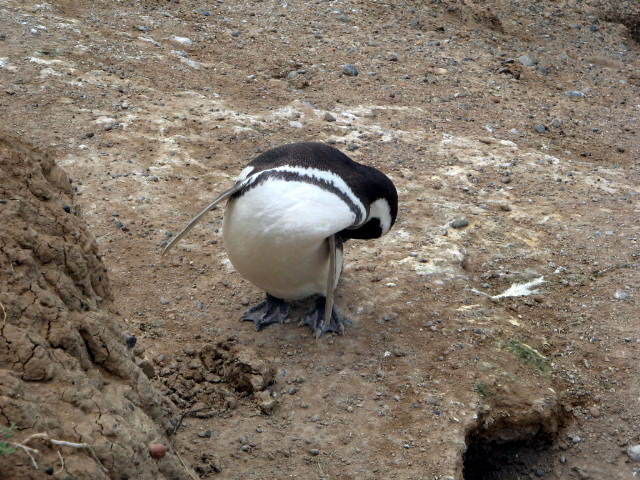
Pingüino de Humboldt (Spheniscus humboldti) acicalándose

Los pingüinos son capaces de retener la mayor parte de su calor corporal y esta adaptación les permite habitar las regiones más frías. Su plumaje consta de tres capas, poseen una capa de grasa bajo la piel, y un sistema de vasos sanguíneos en las aletas y patas especializado para estas regiones expuestas del cuerpo. Estas adaptaciones son tan efectivas en la conservación del calor que las especies que viven en regiones templadas suelen sobrecalentarse, para lo cual poseen sus propias adaptaciones, tales como la existencia de áreas de piel desnuda en el rostro, aletas más largas y patas que actúan como radiadores. Igualmente pasan la mayor parte de su tiempo en el agua fría. Otra adaptación térmica se relaciona con el tamaño, ya que las especies templadas son en general pequeñas (el pingüino de las Galápagos es el más pequeño del género Spheniscus), lo que les ayuda a disipar el calor más velozmente que a las especies de mayor tamaño.[cita requerida]

## Comportamiento

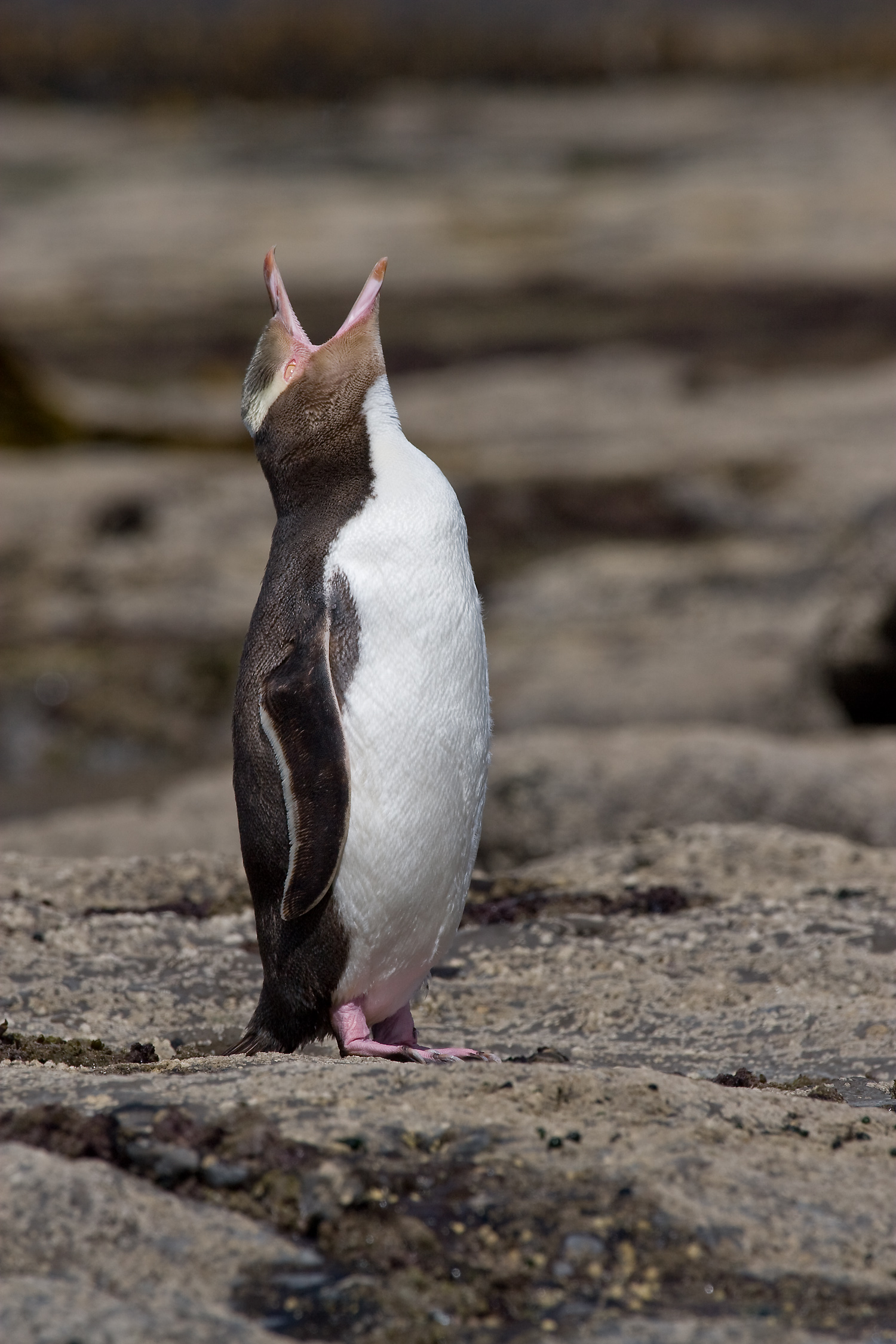
Pingüino de ojo amarillo (Megadyptes antipodes) llamando.

Los ritos de cortejo son variados, pero no existe dimorfismo sexual marcado. Muchas especies de pingüinos nidifican en colonias densas y pueden ser muy territoriales. Sus nidos son sencillos y algunas especies anidan en galerías subterráneas. El pingüino emperador no emplea nido y en su lugar mantiene el huevo entre sus patas durante toda la incubación. El periodo de incubación oscila entre treinta y tres y sesenta y dos días según la especie. Los huevos son en general de color claro (blanco o verdoso) y todas las especies suelen poner dos, a excepción del emperador, que pone solo uno. Pese a lo anterior, en general solo uno de los huevos eclosiona, y de hacerlo los dos, normalmente solo uno de los polluelos sobrevive. El desarrollo de las crías es acelerado, de modo que suelen estar bien desarrolladas en dos o tres semanas y tras la primera muda de plumaje se independizan totalmente.
Los pingüinos se comunican a través de su graznido, lo cual les permite reconocerse después de las largas jornadas en busca de alimento.[cita requerida]

### Alimentación
Los pingüinos de los géneros Aptenodytes, Megadyptes, Eudyptula y Spheniscus se alimentan fundamentalmente de peces. El género Pygoscelis se alimenta fundamentalmente de plancton. La dieta del género Eudyptes es poco conocida pero se cree que muchas especies se alimentan fundamentalmente de plancton. En todos los casos la dieta se complementa con cefalópodos o plancton.[cita requerida]
Todos los pingüinos, al igual que otras aves marinas, poseen una glándula que les permite eliminar el exceso de sal al ingerir agua de mar, la glándula supraorbital, que hace innecesaria la ingestión de agua dulce.

## Distribución
Los pingüinos viven en el mar abierto del hemisferio sur; solo una especie vive sobre la línea del Ecuador en las islas Galápagos, pero dicho archipiélago es incluido en su totalidad en el océano Pacífico Sur. Nidifican en las costas de la Antártida, Nueva Zelanda, el sur de Australia, Sudáfrica, todas las islas subantárticas, islas Galápagos (Ecuador), Perú, Chile y la Patagonia argentina. Fuera de la época de reproducción pueden ser encontrados mucho más al norte, llegando regularmente al sudeste de Brasil por el Atlántico, y como vagantes a Colombia y Panamá por el Pacífico. En las regiones inter-tropicales se encuentran solo en determinadas zonas de corrientes de agua fría, como en la costa oeste de América del Sur con la corriente de Humboldt, en las islas Galápagos con la corriente de Cromwell o en Sudáfrica con la corriente de Benguela. La mayoría de las especies habitan entre los 45 y los 60° de latitud sur; la mayor población se encuentra alrededor de la Antártida y en las islas cercanas, mientras que la población más grande luego de estos lugares se encuentra en Chile, con un clima propicio para múltiples especies de pingüinos a lo largo de toda su costa, siendo el país con más cantidad de pingüinos por km² a la vez que el país con más especies de pingüinos a nivel mundial bajo el mismo territorio, desde el extremo sur cercano a los polos, hasta el desértico norte con sus aguas sobre los 25.º

## Evolución
Gracias al estudio de los genes de los pingüinos por biología molecular y bioinformática, se han hecho reconstrucciones filogenéticas que muestran que los grandes pingüinos emperador y rey son hermanos de todos los demás pingüinos existentes.
Para ello se secuenciaron los genomas de dieciocho especies de pingüinos existentes (veintidós individuos). Esto se realizó tomando una muestra de sangre bajo el permiso de los comités de ética y bienestar de los lugares donde están los colaboradores de esta investigación.
Se aisló el ADN mediante un protocolo de extracción de sal y a continuación se fragmentó el ADN genómico usando un ultrasonicador enfocado (para que todas las secuencias de ADN de todos los pingüinos tengan la misma longitud); se utilizó el kit Illumina TruSeq Nano para construir bibliotecas de extremos emparejados con este ADN. Y a continuación se repararon los extremos con una mezcla de cola A y una enzima de ligación que unía un adaptador de Illumina para poder detectar bien el ADN. Se amplificó y enriqueció la muestra mediante PCR, se purificó, y gracias a la plataforma Illumina HiSeq se secuenciaron las muestras de ADN ligadas a los adaptadores Illumina.
Después de mapear los datos de cada individuo, se analizó el conjunto de los genomas ensamblados mediante programas estadísticos. Además se usó el lenguaje Python para crear un script que permitía la paralelización de los valores para poder realizar los árboles filogenéticos. Gracias a estos árboles, consiguieron responder a las problemáticas que se propusieron.   
Los pingüinos pasan la mayor parte de su vida en el mar, a menudo realizando inmersiones prolongadas mientras buscan alimento. Almacenan oxígeno en sus pulmones, sangre y músculos, y sus tasas de consumo de oxígeno pueden ser muy bajas. Las dos especies de pingüinos más grandes, los pingüinos emperador y rey, pueden alcanzar profundidades de más de 300 m y duraciones máximas de inmersión de veintidós y ocho minutos, respectivamente. Las especies de pingüinos más pequeños, con la excepción de los pingüinos de barbijo, tienden a bucear en aguas poco profundas (menos de 50 m) durante uno a dos minutos. En este sentido, las diferencias de nucleótidos en la mioglobina entre los grupos de especies podrían asociarse con diferencias en la capacidad de buceo.
Se encuentran varias substituciones no sinónimas que eran comunes en los pingüinos Pygoscelis, Eudyptes y Aptenodytes pero que diferían entre los géneros. Es posible que estas mutaciones codifiquen una mayor capacidad de fijación de oxígeno, lo que facilitaría las inmersiones profundas y prolongadas realizadas por los Aptenoditas y algunas especies de pingüinos Pygoscelis en comparación con los Eudyptes.
Los resultados de los estudios sugieren que la adaptación a través de los genes implicados en múltiples vías genéticas interconectadas ha aumentado el éxito de la búsqueda de alimento y la supervivencia de las especies de pingüinos a través de diversos gradientes de temperatura y salinidad. El éxito en la búsqueda de alimento se asocia con el rendimiento reproductivo y también con la supervivencia durante largos períodos de ayuno mientras se cuidan los huevos y los polluelos. En conjunto, estas adaptaciones habrían promovido la radiación de las especies de pingüinos en todo el hemisferio sur.
Los pingüinos tienen una historia evolutiva notable.[¿Por qué?] Su radiación desde las costas de Nueva Zelanda y Australia hacia otras partes del hemisferio sur se vio facilitada por los cambios en los patrones de circulación mundial durante los últimos veinte millones de años. Los análisis detectaron una selección positiva a través de varias redes genéticas, lo que sugiere que la adaptación molecular promovió el establecimiento de poblaciones de pingüinos en la Antártida y en las Regiones tropicales, y mejoró la capacidad de algunas especies para bucear en profundidad.
Las reconstrucciones demográficas de los últimos millones de años muestran que la mayoría de las especies de pingüinos han disminuido durante las severas condiciones de hielo del último máximo glacial en el océano Antártico, un resultado acorde con el recuperado para varias otras especies de aves. Esto sugiere que los pingüinos se originaron en áreas con una temperatura de la superficie del mar máxima de 9 °C y se diversificaron a lo largo de millones de años para ocupar las frías aguas antárticas y las cálidas aguas tropicales.
Por lo tanto, parece poco probable que las especies adaptadas localmente puedan seguir el ritmo del rápido cambio climático actual, un ritmo muy superior al observado a lo largo del tiempo geológico, especialmente porque las especies marinas pueden ser más vulnerables al calentamiento global que las especies terrestres de prueba.
Esta vulnerabilidad es especialmente pertinente en el caso de los pingüinos, como lo demuestra la reciente mortalidad masiva de polluelos de pingüino Adelia y la reubicación de pingüinos emperador en respuesta a las condiciones subóptimas del hielo marino.
A medida que se dispone cada vez más de estudios genómicos a gran escala y de modelos climáticos mundiales sofisticados, la aplicación de enfoques como los que se presentan es muy prometedora para proporcionar nuevos conocimientos sobre las historias evolutivas y la vulnerabilidad climática de muchas de las especies más enigmáticas del mundo.

## Taxonomía

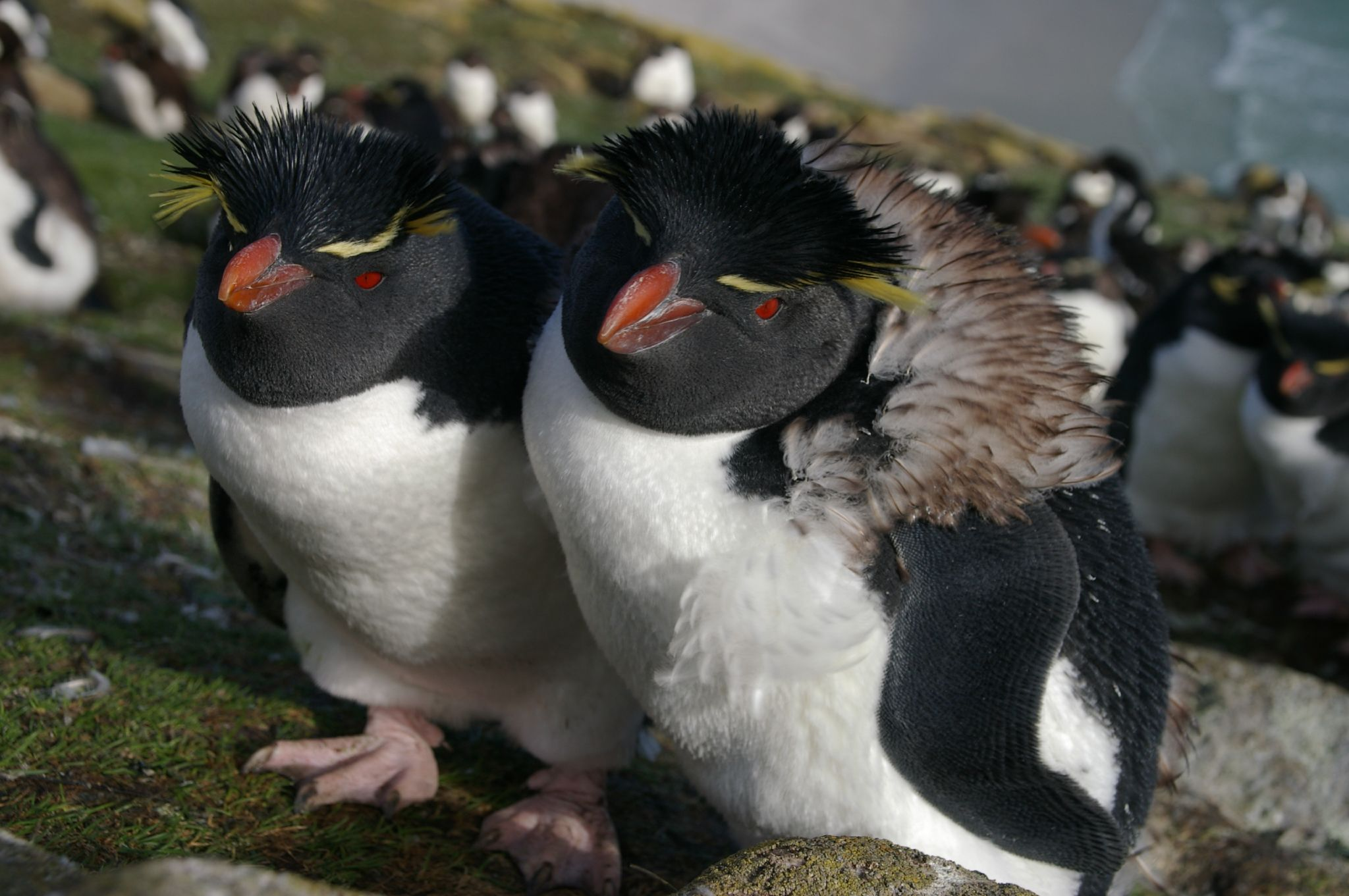
Pingüinos de penacho amarillo (Eudyptes chrysocome)

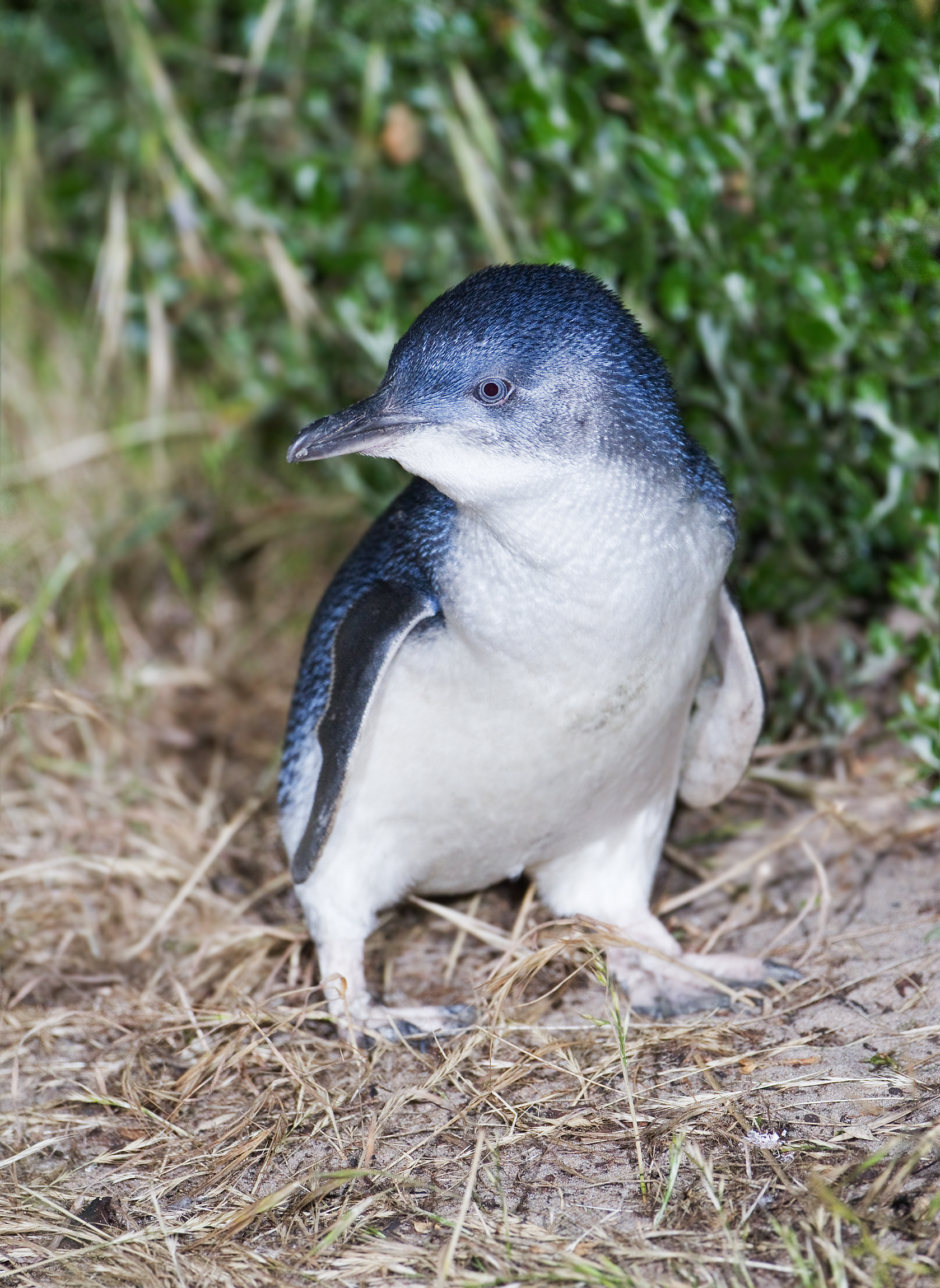
Pingüino azul (Eudyptula minor)

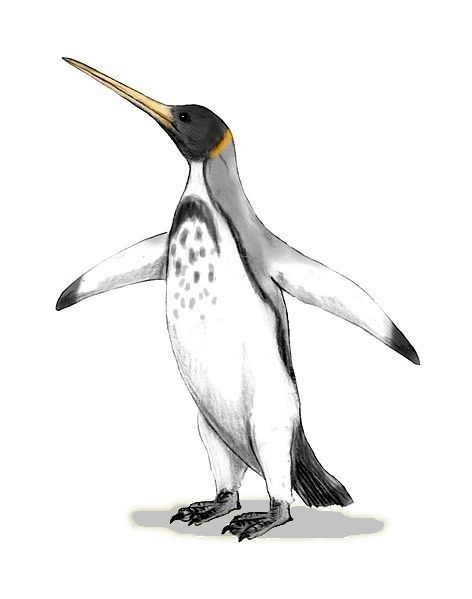
Icadyptes (especie extinta)

Existe controversia respecto a la cantidad de especies que existen actualmente, variando entre dieciséis y diecinueve según el criterio utilizado, aunque el número que cuenta con mayor consenso es el de diecisiete especies. Estas especies se dividen en seis géneros bien definidos, algunos de los cuales también incluyen especies extintas.
Familia Spheniscidae (sensus stricto)
- Anthropornis †
  - Anthropornis nordenskjoldi † (Eoceno-Oligoceno de Nueva Zelanda)

- Aptenodytes
  - Aptenodytes forsteri, pingüino emperador.
  - Aptenodytes patagonicus, pingüino rey.
  - Aptenodytes ridgeni †, pingüino de Ridgen (Plioceno temprano de Nueva Zelanda).

- Eudyptes
  - Eudyptes chrysocome, pingüino de penacho amarillo.
  - Eudyptes chrysolophus, pingüino macaroni o de frente amarilla.
  - Eudyptes pachyrhynchus, pingüino de pico grueso o de Fiordland.
  - Eudyptes robustus, pingüino de las Snares.
  - Eudyptes schlegeli, pingüino de cara blanca, de Schlegel o real.
  - Eudyptes sclateri, pingüino crestudo, de Sclater o de las antípodas.

- Eudyptula
  - Eudyptula albosignata, pingüino enano de alas blancas (algunos autores lo consideran parte de la especie Eudyptula minor).
  - Eudyptula minor, pingüino azul o enano.

- Madryniornis †
  - Madryniornis mirandu †, pingüino maravilloso (Mioceno de Argentina)[7]

- Megadyptes
  - Megadyptes antipodes, pingüino de ojo amarillo u ojigualdo.

- Pygoscelis
  - Pygoscelis adeliae, pingüino de Adelia o de ojo blanco.
  - Pygoscelis antarctica, pingüino barbijo o de cara marcada.
  - Pygoscelis calderensis †, pingüino de Caldera (Mioceno Medio-Plioceno de Chile).
  - Pygoscelis grandis †, pingüino grande de Caldera (Plioceno de Chile).
  - Pygoscelis papua, pingüino papúa o juanito.
  - ?Pygoscelis tyreei †, pingüino de Tyree (Plioceno de Nueva Zelanda).

- Spheniscus
  - Spheniscus chilensis †, pingüino chileno (Plioceno de Chile).
  - Spheniscus demersus, pingüino de El Cabo, africano o de anteojos.
  - Spheniscus humboldti, pingüino de Humboldt o pingüino peruano.
  - Spheniscus magellanicus, pingüino de Magallanes o patagónico.
  - Spheniscus megaramphus †, pingüino de pico largo (Mioceno de Perú).
  - Spheniscus mendiculus, pingüino de las Galápagos.
  - Spheniscus muizoni †, pingüino de Muizon (Mioceno de Perú).
  - Spheniscus urbinai †, pingüino de Urbina (Mioceno-Plioceno de Perú).

- Icadyptes †
  - Icadyptes salasi † (Eoceno de Perú)

- Inguza †
  - Inguza predemersus † (Plioceno de Sudáfrica)

- Perudyptes †
  - Perudyptes devriesi † (Eoceno de Perú)

## Indicadores del ecosistema en la Antártida
Los pingüinos antárticos constituyen el 80 % de la biomasa de vertebrados del ecosistema antártico, lo que junto a su posición en la parte alta de la cadena trófica les confiere el papel de indicadores del ecosistema al reflejar en su biología muchos de los cambios que se producen en el ambiente.
El cambio global es uno de los factores ambientales más notables en la península Antártica. Entre los distintos componentes que lo determinan se encuentran el cambio climático, la contaminación y la introducción de especies invasoras. En las últimas décadas la variación de las temperaturas ha producido profundos cambios ambientales tanto en el medio físico como en la biota de esta región.